# Nicki Pedersen
Nicki Pedersen (* 2. dubna 1977 Odense) je dánský plochodrážní jezdec. Třikrát vyhrál mistrovství světa (2003, 2007, 2008) a čtyřikrát triumfoval ve světovém poháru (2006, 2008, 2012, 2014). Dvakrát vyhrál Zlatou přilbu v Pardubicích (2008, 2010), českou Grand Prix na Markétě třikrát (2007, 2008, 2012). Ve světovém poháru odjel celkem 178 velkých cen, z toho 49 stál na pódiu, sedmnáckrát jako vítěz. Jeho bratr Ronni Pedersen je rovněž plochodrážním jezdcem.